# 182º Reggimento fanteria corazzato "Garibaldi"
Il 182º Reggimento fanteria corazzato Garibaldi fu l'erede diretto della formazione partigiana Divisione italiana partigiana Garibaldi (Montenegro) e successivamente del Reggimento Fanteria Garibaldi di Viterbo dal 1945 assegnato alla Divisione meccanizzata "Folgore" e dal 1949 con sede a Sacile presso la caserma di via Fasan intitolata allo scrittore triestino e volontario irredentista Scipio Slataper.
Dal 1º novembre 1958 assunse la denominazione 182º Reggimento Fanteria Corazzato Garibaldi costituito dall'XI Battaglione Bersaglieri e dal XIII Battaglione Carri (in precedenza il numero ordinativo del battaglione era XXI). Come segno dell'origine garibaldina i militari del Reggimento portarono prima il fazzoletto rosso al collo che successivamente fu sostituito da una cravatta rossa.

## Storia

### Le origini
Il Reggimento traeva origine dalla Divisione partigiana "Garibaldi", costituita il 2 dicembre 1943 in Montenegro, dall'unione dei resti di due Divisioni italiane ivi dislocate e che, dopo l'armistizio dell'8 settembre 1943, si erano rifiutate di arrendersi ai tedeschi: la Divisione di fanteria "Venezia" e la Divisione alpina "Taurinense".
La Divisione "Garibaldi" combatté in Sangiaccato, Montenegro, Bosnia-Erzegovina, Serbia e Dalmazia, aggregata al II Korpus dell'Esercito Popolare di Liberazione della Jugoslavia. Nel marzo 1945 fece ritorno in Italia dove prese parte alla fase finale della Guerra di Liberazione, meritando, per le operazioni in Jugoslavia dall'8 settembre 1943 al rientro in Italia la medaglia d'oro al valor militare.
Al termine del conflitto prese sede a Viterbo dove viene ristrutturato in Reggimento "Garibaldi", raccogliendo nelle sue file, oltre ai militari già impiegati in Jugoslavia, numerosi reduci della prigionia ed ex partigiani; gran parte del personale proviene dalle truppe alpine, tanto da formare due Battaglioni alpini, mentre un terzo Battaglione viene composto da fanti:
- I Battaglione "Aosta" (alpini)
- II Battaglione "Venezia" (fanti)
- III Battaglione "Torino" (alpini)

Nel settembre 1945 venne inquadrato nel Gruppo di Combattimento "Folgore", grande unità erede della 184ª Divisione paracadutisti "Nembo", che aveva partecipato alla Guerra di Liberazione come normale unità di fanteria. Nel mese successivo il Gruppo di Combattimento viene trasformato in Divisione fanteria "Folgore", perdendo definitivamente la connotazione paracadutista.
Nel corso dell'anno successivo il "Garibaldi" ha seguito i trasferimenti della Divisione "Folgore" in Toscana e poi in Friuli Venezia Giulia.
Circa il 60% della forza del reggimento era costituito da truppe alpine e il primo comandante del reggimento fu il Colonnello Carlo Ravnich ed il reggimento mantenne una fisionomia alpina, adottando delle specifiche mostrine dove le fiamme verdi alpine erano sovrapposte alla mostrina da paracadutista (ala e gladio oro su fondo azzurro) del "Nembo". Anche il fregio da cappello era caratteristico poiché era un fregio da alpini ma metallico e con l'effige in rosso di Garibaldi nel tondino portanumero. Per un certo periodo venne mantenuto anche in Italia il fazzoletto rosso portato al collo in Jugoslavia, che verso il 1948 venne sostituito dalla cravatta rossa che diventerà tradizionale del reggimento.
Nella primavera del 1946 il Reggimento, di stanza a Firenze, venne trasferito per alcuni mesi in Sicilia ed utilizzato di rinforzo alle unità di sicurezza interna presenti nell'isola per una breve campagna contro i separatisti siciliani. Dal 1944 al 1946 in Sicilia ci fu una vera e propria guerriglia nel corso della quale vennero utilizzati anche carri armati e cannoni da 100/17 e ai separatisti, oltre che decine di fucili, mitragliatori e mitragliatrici, centinaia di bombe a mano e migliaia di proiettili furono catturati anche cannoni da 47/32 e con un notevole numero di morti e uccisiioni spesso bestiali, come il caso di otto carabinieri sgozzati che sarebbero poi stati decorati di medaglia d'oro al valor militare dell'Arma dei Carabinieri con decreto presidenziale n. 98 del 5 aprile 2016;  Le due divisioni di sicurezza interna "Sabauda" e "Aosta" avevano compiti principalmente di presenza sul territorio, affiancando Carabinieri e le Polizia di Stato, mentre al "Garibaldi" furono affidate le azioni più specificamene di controguerriglia, poiché ritenuto, data l'esperienza nei Balcani, il reparto più adatto dell'intero esercito in questi ambiti. Successivamente avendo perso il fenomeno separatista di importanza, il Garibaldi rientrato a Firenze, venne trasferito prima a Pordenone e poi a Sacile, mantenendo un piccolo distaccamento, con compiti addestrativi, presso la caserma Cadorin a Ponte della Priula in provincia di Treviso.

### 1948-1958 - Reggimento di fanteria
Il 1º dicembre 1948 il Reggimento cede il personale alpino alle unità alpine che si stavano ricostituendo e viene riorganizzato come un normale reggimento di fanteria, articolato su:
- Compagnia comando
- Compagnia mortai
- Compagnia cannoni
- I Battaglione fanteria
- II Battaglione fanteria
- III Battaglione fanteria

Il 1º dicembre 1948 il reggimento venne ridenominato 182º Reggimento fanteria "Garibaldi", perdendo la fisionomia alpina rimanendo inserito nella Divisione di fanteria "Folgore". Il numero 182, inedito nella lista dei tradizionali reggimenti di fanteria, è stato probabilmente scelto per "vicinanza" con l'altro reggimento di fanteria della "Folgore", il 183º Reggimento fanteria "Nembo".
Essendo inquadrato nella Divisione "Folgore", unità di prima schiera posta a presidio del confine orientale, il Reggimento, in caso di conflitto, avrebbe avuto il compito prioritario di affrontare ed arginare l'invasione delle forze del Patto di Varsavia, in particolare nel settore della pianura di Gorizia.
Nel 1949 il 182° "Garibaldi" viene trasferito presso la caserma Slapater di Sacile allora in provincia di Udine.

### 1958-1976 - Reggimento corazzato
In aderenza agli standard NATO, che prevedevano per ogni Divisione di fanteria la presenza di un raggruppamento corazzato, a composizione mista meccanizzata-corazzata, sul finire degli anni cinquanta vennero costituiti dei Reggimenti corazzati da assegnare uno per ogni Divisione di fanteria. Per la Divisione "Folgore" ad assumere tale nuovo ruolo proprio il 182° "Garibaldi", che venne ristrutturato su un Battaglione bersaglieri (componente meccanizzata) e un Battaglione carri (componente corazzata) ed assume la denominazione di 182º Reggimento fanteria corazzato "Garibaldi".
Alle dipendenze del Reggimento vennero posti il I Battaglione bersaglieri e il III Battaglione carri ceduti dal 1º Reggimento bersaglieri (di Civitavecchia). Il III Battaglione carri venne ridenominato inizialmente II Battaglione carri e nel 1959 divenne XXI Battaglione carri. Da questo momento vennero adottate dal reggimento le fiamme cremisi per il battaglione bersaglieri e quelle rosso-blu per il battaglione carri. Per tutti rimaneva in uso la cravatta rossa.
Nel 1961 il I Battaglione bersaglieri venne ridenominato XXIII e, nel 1964 XI Battaglione bersaglieri. Nel 1961 il XXI Battaglione carri venne ridenominato XIII Battaglione carri.

### Lo scioglimento nel 1976
Il 15 luglio 1976, in seguito alla ristrutturazione dell'Esercito che prevedeva l'abolizione dei Reggimenti e la creazione di Battaglioni autonomamente operativi, il 182º Reggimento "Garibaldi" venne sciolto, lasciando in vita i due Battaglioni dipendenti, che da questo momento, trasferiti in altre sedi con dipendenza gerarchica diversa, avranno vita autonoma e distinte vicende ordinative. La cravatta rossa sarà ereditata dal solo XI battaglione bersaglieri.
Il 182° è stato un reggimento atipico per tanti particolari essendo stato l'unico reggimento di fanteria solitario, poiché nonè è mai esistito un 181 gemello; prima di ricevere il numero 182 portò mostrine e cappello alpino, in ricordo della Divisione "Taurinense" e non ebbe mai, come 182º Reggimento, mostrine proprie, avendo utilizzato, dal 1946 al 1958, le mostrine del "Nembo", per poi utilizzare a partire dal 1959, dopo essere stato riconfigurato come reggimento corazzato, quelle dei carristi e quelle dei bersaglieri.

## XIII Battaglione carri
Il XIII Battaglione carri venne costituito nel 1941 dal deposito del 31º reggimento carri e partecipò nel 1942 alla guerra nel deserto egiziano inquadrato nel 132º Reggimento fanteria carrista della Divisione corazzata "Ariete" (132^), prendendo parte ai seguenti fatti d'arme:
- dal 30 agosto al 3 settembre 1942: "offensiva di Santa Roma" ovvero l'azione tentata per rompere le posizioni inglesi ad El Alamein  nella Battaglia di Alam Halfa;
- dal 4 settembre al 22 ottobre 1942: rimase riserva corazzata nel settore difensivo della Divisione paracadutisti “Folgore” nel corso dei combattimenti di assestamento;
- dal 23 ottobre al 5 novembre 1942: battaglia di El Alamein, nel corso della quale si immolò eroicamente a fianco dei paracadutisti della "Folgore". La sera del 5 novembre 1942 il XIII Battaglione non esisteva più. Alla memoria del Comandante della 10ª Compagnia, il tenente Luigi Arbib Pascucci venne assegnata la medaglia d'oro al valor militare alla memoria.

Il XIII fu ricostruito (per ridenominazione del preesistente XXI battaglione carri) nel 1961 ed inquadrato nel 182º Reggimento corazzato "Garibaldi" come riserva della Divisione "Folgore" ed equipaggiato con carri medi M47 Patton.
Dopo lo scioglimento del 182º Reggimento "Garibaldi" il XIII Battaglione carri dopo aver mutato la sua denominazione in 13º Battaglione carri "M.O. Pascucci", in memoria del tenente Luigi Arbib Pascucci, è stato trasferito nella Caserma "Fratelli De Carli" a Cordenons, in provincia di Pordenone, posto alle dipendenze della Brigata meccanizzata "Brescia" della Divisione meccanizzata "Mantova", per poi passare nel 1986 alla 132ª Brigata corazzata "Ariete". Il 10 dicembre 1989 il 13º Battaglione carri "M.O.Pascucci" venne posto in posizione quadro passando alle dipendenze della Brigata meccanizzata "Mantova", per essere poi sciolto definitivamente il 31 marzo 1991.

## XI Battaglione bersaglieri
Fu costituito nel 1910 quale XI Battaglione ciclisti. Ha partecipato alla prima guerra mondiale dal 1915 al 1918, inquadrato nell'11º Reggimento Bersaglieri.
Le principali battaglie:
- 20-21 luglio 1915 nella seconda battaglia dell'Isonzo il battaglione conquistò il Monte San Michele e lo difese contro i furiosi contrattacchi austriaci fino alla morte di tutti i suoi effettivi;
- 6 agosto 1916 nella zona del Carso di Monfalcone il battaglione affiancò il III battaglione ciclisti difendendo la quota 85 nei combattimenti corpo a corpo- In questa battaglia muore il bersagliere Enrico Toti del III battaglione.
- 14-15-16 ottobre 1918 nella zona di Revine Lago, in un attacco i bersaglieri superano di slancio i reticolati e sbaragliano il nemico austriaco.

Fu disciolto nel 1920 ma fu ricostituito nel 1964 ed inquadrato nel 182º Reggimento corazzato "Garibaldi".
Dopo lo scioglimento del 182º Reggimento "Garibaldi" l'XI Battaglione bersaglieri, ne ereditò la Bandiera di guerra con le relative decorazione e le tradizioni, tra cui la cravatta rossa, mutando denominazione in 11º Battaglione bersaglieri "Caprera" e venne trasferito nella caserma Leccis a Orcenico di Zoppola in provincia di Pordenone alle dipendenze dell'8ª Brigata meccanizzata "Garibaldi" della Divisione corazzata "Ariete".
Con il ripristino del livello reggimentale nell'Esercito Italiano, il 30 settembre 1992 nella sede di Aviano venne ricostituito l'11º Reggimento bersaglieri, le cui tradizioni erano state custodite, dal 1º novembre 1975, dal 27º Battaglione bersaglieri "Jamiano". Successivamente l'11º Reggimento bersaglieri venne trasferito nella caserma "Leccis" a Orcenico Superiore, frazione del comune di Zoppola in provincia di Pordenone, inquadrando, nel 1997 al posto del 27º Battaglione bersaglieri "Jamiano", ereditando dall'11º Battaglione bersaglieri "Caprera" l'uso della cravatta rossa.

## Araldica del 182º Reggimento Fanteria Corazzato Garibaldi

### Sintesi
La storia del 182º Reggimento Fanteria Corazzato "Garibaldi" offre numerosi elementi alla rilevanza araldica, tra i quali:
- origine derivante direttamente dalla Divisione di Fanteria "Venezia" e dalla Divisione Alpina "Taurinense", le cui unità formarono le Brigate partigiane che diedero vita alla Divisione "Garibaldi";
- eredità, attraverso la stessa Divisione "Taurinense", delle tradizioni del Gruppo "Aosta", che costituì da solo la 1ª Brigata ed il cui comportamento nell'aspra lotta fu sottolineato dal conferimento della massima ricompensa al valor militare;
- carattere volontaristico della sua componente fondativa;
- nome distintivo di "Garibaldi" assunto nei momenti dell'epica lotta e riconosciuto e confermato in tempi di pace;
- valore, ardimento e gloria militare materializzati dalla Medaglia d'oro al valor militare, conferita con Decreto del 12 ottobre 1953, alla Bandiera del Reggimento.

Questi elementi opportunamente distribuiti secondo la precedenza araldica e la rilevanza dei fatti, comporranno lo stemma proprio del 182º Reggimento Fanteria Corazzato “Garibaldi”.

### Deduzioni per la blasonatura
I Scudo
1. Partizione araldica. Gli elementi storici del 182º "Garibaldi" araldicalmente rilevanti sono, come notato nella sintesi precedente, molteplici e ne risulterebbe una blasonatura sovraccaricata e confusa se si volesse tener conto di tutti.
Saranno perciò uniti nello scudo soltanto i simboli di origine e quello del nome e dello spirito garibaldino, che indirizzano la scelta dalla partizione nella figura inquartata.
2. Smalti:
  - di rosso, della Divisione "Venezia", nel primo;
  - di verde, della Divisione "Taurinense", nel secondo;
  - di nero, del Gruppo “Aosta”, nel terzo;
  - di rosso, dei Gruppi Garibaldini, nel quarto;
  - d'oro, a ricorso della Medaglia al V.M., nel capo;
  - di verde e di azzurro, del Montenegro, nel quartier franco.
3. Pezze onorevoli: .
  - palo di porpora, posto sul tutto, a ricordo della caratteristica volontaristica;
  - capo d'oro, come disposto per la massima ricompensa al valore, al quale viene abbassato tutto lo scudo;
  - capo d'oro, al quale è abbassato il terzo del Gruppo "Aosta" che fu decorato di Medaglia d'Oro.
4. Pezze araldiche: Quartiere franco riproducente i motivi araldici del Montenegro, dove il Reggimento conseguì la massima ricompensa.
5. Figure naturali:
  - Leone di S. Marco, della Divisione "Venezia";
  - Toro d'oro, della Divisione "Taurinense";
  - Leone d'argento, del gruppo "Aosta";
  - Leone, stella d'oro, scoglio e mare, elementi araldici delle diverse formazioni «Garibaldi»;
  - Leone passante, di Montenegro, da inserire nel quartier franco.

II 	Fregio: dell'Arma di fanteria, specialità corazzata.
III	Ornamenti esteriori dello scudo: nastro d'azzurro filettato d'oro.
IV	Motto: «OBBEDISCO».